# A fajok eredete
A fajok eredete (eredeti cím: The Origin of Species) című könyv Charles Darwin 1859-ben megjelent munkája, melyben összefoglalja az általa kidolgozott elméletet a földi élet sokszínűségének magyarázatára. Ez a könyv fektette le a modern evolúciós elmélet alapjait, így a tudománytörténet és a történelem egyik legnagyobb hatású műve lett. Hat kiadást élt meg, a hatodik (néha az első is) máig is beszerezhető könyvesboltokban. Több magyar fordítása is megjelent.

## A könyv keletkezéstörténete
Darwin az HMS Beagle természetbúváraként kiterjedt kutatásokat folytatott a Föld és az élővilág mélyebb megismerésének igényével. Bár a hajóútról 1836-ban visszatért, elméletét ekkor még nem dolgozta ki. Első, publikálatlan vázlatát 1844-ben írta, ez a mű 230 oldalt tett ki. Ekkor azonban Darwin még nem érezte elég kidolgozottnak az elméletet, és tartott attól, hogy megjelenését közfelháborodás övezi majd.
A könyv végleges formáját több, mint egy évtizednyi munka után érte el. A kiadásra ekkor is elsősorban azért szánta el magát, mert időközben Alfred Russel Wallace tőle függetlenül is kidolgozta ugyanazt az elméletet, bár Wallace jóval tömörebben, kisebb részletességgel tette. Darwin korábban kezdődött gyomorbetegsége ebben az időben felerősödött, és attól tartott, hogy meghal, mielőtt publikálni tudná a teljes művet. Így 400 angol fontot (akkoriban nagy pénz volt) különített el arra a célra, hogy esetleges halála esetén publikálják a könyvet. 
A teljes mű végül 1859. november 24-én jelent meg először nyomtatásban, John Murray kiadásában, On The Origin of Species by Means of Natural Selection or the Preservation of Favoured Races in the Struggle for Life (A fajok természetes kiválasztással való eredete, avagy a sikeres fajok fennmaradása a létért folyó küzdelemben) címen.

## A könyv hatása és utóélete
Bár a mű tudományos körökben igen hamar elismertté vált, számos keresztény felekezet eretnekségnek tartotta a természetes kiválogatódás gondolatát. Egyes körökben (főleg vallási alapon) a mai napig is vitatják az evolúció tényét, annak ellenére, hogy időközben elsöprő mennyiségű bizonyíték került napvilágra, amely alátámasztja azt. Ezt Theodosius Dobzhansky ukrán származású amerikai genetikus úgy fogalmazta meg, hogy „A biológiában semminek nincs értelme, ha nem az evolúció fényében vizsgáljuk”.

## Magyarul megjelent kiadások
Magyarul először 1873-ban jelent meg A fajok eredete a természeti kiválás útján címmel, Dapsy László fordításában, a Királyi Magyar Természettudományi Társulat kiadásában. 1911-ben Mikes Lajos fordításában adták ki újra. Ebbe később Ákos Károly és ifj. Gellért Oszkár belejavított. Ez a változat jelent meg 1955-ben az Akadémiai Kiadó és a Művelt Nép kiadó közös gondozásában, 1972-ben pedig Bart István változtatásaival újranyomta a Helikon Kiadó. 2000-ben Kampis György új fordításában és bevezető tanulmányával jelent meg a Typotex Kiadó gondozásában.
- A fajok eredete a természeti kiválás útján, 1-2.; ford. Dapsy László, revid. Margó Tivadar; Természettudományi Társulat, Budapest, 1873–1874 (Természettudományi Könyvkiadó Vállalat)
- Darwin Károly: A fajok eredete; Vass, Budapest, 1905
- Darvin Károly: Harc a természetben, 1-2. / A fajok eredete; bev., átdolg. Mikes Lajos; Magyar Kereskedelmi Közlöny, Budapest, 1909
- Fajok keletkezése természetes kiválasztás útján, vagy Az életrevalóbb tenyészfajok boldogulása a létért való küzdelemben, 1-2.; ford. Mikes Lajos; Athenaeum, Budapest, 1911 (Természettudományi könyvtár)
- A fajok eredete. Természetes kiválasztás útján, vagy a létért való küzdelemben előnyhöz jutott fajták fennmaradása / Charles Darwin önéletrajza; ford. Mikes Lajos, Szász Béláné, bev., jegyz., életrajz Boros István; Akadémiai–Művelt Nép, Budapest, 1956 (Darwin válogatott művei)
- A fajok eredete természetes kiválasztás útján vagy a létért való küzdelemben előnyhöz jutott fajták fennmaradása / Charles Darwin önéletrajza; ford. Mikes Lajos, Prokop Gabriella, jegyz. Boros István; Magyar Helikon–Európa, Budapest, 1973
- A fajok eredete természetes kiválasztás útján; ford., előszó Kampis György; Typotex, Budapest, 2001 (Az evolúciós gondolat sorozata)

## Érdekességek
Darwin ebben a művében még nem használta az „evolúció” szót. Ezt először az 1871-ben megjelent Az ember származása és a nemi kiválasztás (The Descent of Man, and Selection in Relation to Sex) című könyvében használja. A fajok eredete utolsó kiadásában azonban már szerepel az evolúció szó is.
A széles körben elterjedt tévhittel ellentétben a darwini evolúció nem foglalkozik az élet eredetével.
A román Oktatási Minisztérium 2008 decemberében kivette az evolúciót a nemzeti alaptantervből. Eszerint A fajok eredete már nem számít kötelező olvasmánynak, s az evolúció elméletét sem kell már kötelező jelleggel megtanulnia a 18–19 éves tanulóknak Romániában.

## Megjelenése a kultúrában
2009-ben, Darwin születésének 200., legjelentősebb műve megjelenésének 150. évfordulója alkalmából készült el a Teremtés című film Paul Bettany és Jennifer Connelly főszereplésével, melyben Darwin életének azon időszakát mutatják be, amelyben lánya elvesztésével, saját betegségével és A fajok eredete megírásának gyötrelmeivel kellett szembenéznie. A film alapjául az Annie's box című, Randal Keynes (Darwin ükunokája) által írt életrajzi könyv szolgált.